# Тайсоку-Мару (2473)
Тайсоку-Мару (2473) — транспортне судно, яке під час Другої світової війни брало участь у операціях японських збройних сил на Тихому океані.
Судно спорудили в 1918 році на верфі Asaki Shoji у Осаці для компанії Murao Kisen Goshi Kaisha.
16 жовтня 1926-го під час проходження по річці Бангкок «Тайсоку-Мару» наскочило на причал та потопило кілька парових човнів.
У березні 1941-го судно реквізували для потреб Імперського флоту Японії, а травні того ж року повернули власнику — а у вересні все того ж 1941-го реквізували для Імперської армії Японії.
Станом на середину січня 1944-го «Тайсоку-Мару» опинилось у затоці Кау на острові Хальмахера (північна частина Молуккського архіпелагу), який відігравав важливу роль у постачанні японcьких гарнізонів на заході Нової Гвінеї. 15—20 січня судно пройшло з конвоєм по круговому маршруту до Манокварі (гарнізон на північно-східному завершенні півострова Чендравасіх) та назад до затоки Кау. Невдовзі «Тайсоку-Мару» попрямувало на Нову Гвінею з іншим конвоєм, при цьому відомо, що 28 січня воно побувало в Сармі (інший гарнізон далі на схід від Манокварі, неподалік від порту Голландія), а 1 лютого конвой повернувся на острів Хальмахера.
Надалі «Тайсоку-Мару» досягнуло Амбону (південна частина Молуккського архіпелагу), звідки 25 лютого рушило до острова Хальмахера. 17 лютого 1944-го судно перебувало в Молуккському морі біля північно-західного узбережжя острова Хальмахера, де перехоплене американським підводним човном USS Cod. Останній випустив чотири торпеди та досягнув двох влучань, що стали фатальними для «Тайсоку-Мару». Разом з судном загинуло 42 члени екіпажу та 35 інших осіб, що перебували на борту.